# 大阪府立北野高等学校の人物一覧
大阪府立北野高等学校人物一覧（おおさかふりつ きたの こうとうがっこう じんぶついちらん）は、大阪府立北野高等学校およびその前身校に関係する主な人物の一覧記事。

## 学校長・教職員

### 旧学校長・教職員
- 校長 - 矢部善蔵（大阪府第一番中学校）、田村清三郎（ - 1945年11月）、竹内鐡二（ - 1964年3月）
- 教諭 - 阿部醒石、居安正、菊池三渓、濱田啓介、西谷泉、福永光司

## 著名な出身者

### 政治・官界
- 新井将敬（自民党元衆議院議員、78期）
- 有賀長雄（元枢密院書記官、1期）
- 尾池厚之（ジュネーブ国際機関日本政府代表部大使、元ユネスコ大使）
- 大石晃子（れいわ新選組衆議院議員）
- 大賀正行（元部落解放同盟中央執行委員、部落解放・人権研究所名誉理事）
- 岡崎俊雄（元科学技術事務次官、74期）
- 梶原茂嘉（元参議院議員、馬政局長官）
- 川条志嘉（自民党元衆議院議員、100期）
- 木下智彦（日本維新の会元衆議院議員、100期）
- 木村強[要出典]（元郵政省通信政策局長・官房長、73期）
- 木村良樹（元和歌山県知事、和歌山県談合事件で逮捕、82期）
- 久保成人（元観光庁長官）
- 倉重泰彦（水産庁次長）
- 黒田了一（元大阪府知事、41期）
- 坂田東一（ウクライナ大使、元文部科学事務次官、79期）
- 阪田雅裕（元内閣法制局長官、74期）
- 阪本勝（元兵庫県知事、プロレタリア作家、30期）
- 辰巳孝太郎（日本共産党参議院議員、108期）
- 谷口恒二（元大蔵次官）
- 中馬弘毅（自民党元衆議院議員、元国土交通副大臣、67期）
- 中江要介（元中国大使、53期）
- 仲小路廉（元枢密顧問官、農商務大臣（1912年）、逓信次官）
- 直嶋正行（民進党元参議院議員、元経済産業大臣、定時制課程卒）
- 橋下徹（弁護士、タレント。元大阪市長、元大阪府知事、100期）
- 林権助（元伊・英大使、初代関東長官、元韓・清公使）
- 羽尾一郎（元内閣府総合海洋政策推進事務局長、90期）
- 伴襄（都市再生機構理事長、元建設事務次官、71期）
- 松島みどり（自民党衆議院議員、元朝日新聞記者、87期）
- 松本善明（元日本共産党衆議院議員、日本共産党の論客、57期）
- 村井正親（第12代農林水産省経営局長）[1]
- 森恒夫（テロリスト、連合赤軍幹部で獄中自殺、75期・63年卒）
- 山本香苗（公明党参議院議員、102期）
- 横山文博（元防衛省装備施設本部長、81期）

### 軍事
- 植田謙吉（陸軍大将、関東軍司令官）
- 清河純一（海軍中将）
- 三和義勇（海軍少将、第一航空艦隊参謀長、連合艦隊参謀）
- 光延東洋（海軍少将）

### 法曹
- 田中素子（神戸地方検察庁検事正、元最高検察庁検事、89期）
- 奥村徹（弁護士、94期）

### 経済
- 井川高雄（大王製紙2代目社長、68期）
- 乾勲（元ガンバ大阪社長、70期）
- 上田成之助（京阪電気鉄道相談役、80期）
- 上野精一（元朝日新聞社社主、13期）
- 上野淳一（元朝日新聞社社主、41期）
- 尾崎裕（大阪ガス代表取締役会長、90期）
- 笠原健治（ミクシィ創業者で会長、106期）
- 垣内剛（元JR西日本社長、75期）
- 熊谷直彦（元三井物産会長、57期）
- 中井加明三（元野村不動産ホールディングス社長、81期）
- 中村史郎（カーデザイナー、81期）
- 長尾良吉（元鐘淵紡績社長）
- 西村純平（元日本貿易振興会理事長、元関西経済同友会代表幹事、32期）
- 八田竹男（元吉本興業社長、45期）
- 藤洋作（元関西電力社長）
- 藤田田（日本マクドナルド創業者、57期）
- 古田俊之助（元住友本社7代目総理事）
- 松田憲幸（ソースネクスト創業者、ロゼッタストーン日本法人社長、ポケトーク開発者）
- 森田隆之（日本電気社長）
- 森本昌義（元SONY社長、元ベネッセ社長、69期）
- 山本為三郎（元アサヒビール会長、25期）
- 山本雅弘（元毎日放送社長・会長、71期）
- 若井敬（近鉄グループホールディングス社長）

### 学者
- 阿辻哲次（京都大学教授、漢字学、82期）
- 渥美和彦（東京大学名誉教授、人工心臓の世界的権威、58期）
- 石川健治[要出典]（東京大学教授、法学、92期））
- 市田良彦（神戸大学教授、社会思想史、88期）
- 岩田久二雄（神戸大学教授）
- 上野益三（京都大学名誉教授、動物学、31期）
- 上村敏之（関西学院大学経済学部教授、財政学、102期）
- 大庭脩（歴史学者）
- 岡田仁志（国立情報学研究所准教授、社会学、96期）
- 小坂田耕太郎（東京工業大学名誉教授、化学、85期）
- 加地伸行（大阪大学名誉教授、中国哲学、67期）
- 柏木哲夫（大阪大学名誉教授、ターミナルケア、70期）
- 唐渡晃弘（京都大学教授、ヨーロッパ政治史、93期）
- 川島武宜（東京大学名誉教授、日本学士院会員、文化功労者、39期）
- 清野謙次（京都帝国大学教授、医学者、考古学者）
- 吉良竜夫（大阪市立大学名誉教授）
- 金水敏（大阪大学教授、国語学・言語学、87期）
- 國定浩一（大阪学院大学教授）
- 小松彦三郎（東京大学名誉教授、数学者、66期）
- 坂元ひろ子（一橋大学名誉教授、中国哲学、81期）
- 篠原総一[要出典]（同志社大学名誉教授）
- 笹部新太郎（植物学者）
- 瀧川幸辰（元京都大学総長、法学者、「瀧川事件」、22期）
- 竹田誠（東京大学大学院医学系研究科教授、ウイルス学）
- 竹山聖（京都大学名誉教授、建築学、85期）
- 富田昌宏（神戸大学名誉教授、元経済経営研究所教授）
- 中島正愛（京都大学名誉教授、防災工学）[要出典]
- 中西輝政（京都大学名誉教授、政治学、78期）
- 中山竜一（大阪大学教授）
- 西岡弘（國學院大學名誉教授）
- 早石修（京都大学名誉教授、医学・生化学者、文化勲章受章、50期）
- 濱田啓介（京都大学名誉教授）
- 藤田整（大阪市立大学名誉教授）
- 藤山英樹（獨協大学教授）
- 松田卓也（神戸大学名誉教授、宇宙物理学、73期）
- 松山隆司（京都大学教授、情報学、82期）
- 森毅（京都大学名誉教授、数学者、58期）
- 八木秀次（元大阪大学総長、元参議院議員、八木・宇田アンテナ開発、文化勲章受章、16期）
- 安井琢磨（経済学者、文化勲章受章、39期）
- 山根徳太郎（大阪市立大学名誉教授。幻の難波宮大極殿跡を発見）
- 山本泰（東京大学名誉教授、社会学、81期）
- 吉野彰（名城大学大学院教授、2019年ノーベル化学賞受賞、78期）[2]。
- 平原憲道（立命館アジア太平洋大学国際経営学部准教授、組織開発、102期）
- 脇田修（大阪大学名誉教授、歴史学、62期）
- 脇田晴子（滋賀県立大学名誉教授、歴史学、文化勲章受章、64期）

### 文化
- 足立克己（放送作家、63期）
- 大中寅二（作曲家、28期）
- 大西信弘（能楽師）
- 岡田あーみん（漫画家、96期）
- 梶井基次郎（作家、32期）
- 鹿島我（放送作家、97期）
- 佐伯祐三（画家 30期）
- 杉江秀（作曲家、13期）
- 杉山平一（詩人、帝塚山学院大学名誉教授）
- 高木和弘（ヴァイオリン奏者、103期）
- たかのてるこ（作家、101期）
- 辰巳泰子（歌人、96期）
- 田中裕明（俳人、90期）
- 手塚治虫（漫画家、59期）
- 中野貴雄（映画監督、脚本家、94期）
- 野間宏（作家、元部落解放同盟中央委員、45期）
- 西田シャトナー（劇作家・演出家、96期）
- 橋本國彦（作曲家、元東京音楽学校教授、36期）
- 引田英雄（映画監督、61期）
- ひろさちや（宗教評論家、66期）
- 冨士原清一（詩人、翻訳家、39期）
- 槙坪夛鶴子（映画監督、71期）
- 増島拓哉（作家、129期）
- 道浦母都子（歌人、78期）
- 森本薫（劇作家「女の一生」、43期）
- 吉原治良（画家 36期）
- 若木民喜（漫画家、103期）
- 渡辺一史（ノンフィクション作家、98期）

### 芸能・メディア
- 阿部純子（女優、124期）
- 井口岳洋（毎日放送プロデューサー、99期）
- 今川渡祥（元IBC岩手放送アナウンサー、104期）
- 有働由美子（元NHKアナウンサー、99期）
- 北野貴章（テレビ朝日プロデューサー、116期）
- 木村知義（NHKアナウンサー、78期）
- 久保朱莉（フリーアナウンサー、元札幌テレビ放送・文化放送アナウンサー、125期）
- 久保円華（フリーアナウンサー、元テレビ高知・静岡朝日テレビアナウンサー）
- 小寺康雄（NHKアナウンサー、100期）
- 斎藤真美（朝日放送アナウンサー、119期）
- 斎藤裕美（フリーアナウンサー、元毎日放送アナウンサー、115期）
- 高城丈二（俳優、66期）
- 中田浩二（俳優、声優、69期）
- 中原秀一郎（元朝日放送アナウンサー、84期）
- 中村智子（元朝日放送アナウンサー、99期）
- 藤井彩子（NHKアナウンサー、100期）
- 腹筋善之介（俳優、96期）
- 松内則三（元NHKアナウンサー、23期）
- 松村匠（元フジテレビプロデューサー、93期）
- 村田元（毎日放送プロデューサー、99期）
- 森大輔（アーティスト、シンガーソングライター、112期）
- 森繁久弥（俳優、文化勲章受章、45期）
- 八木啓代（ラテン歌手、作家、92期）
- 山田五郎（コメンテーター、89期）
- 山本雅（女優、96期）
- 結城亮二（TVQ九州放送アナウンサー、112期）
- わが（YouTuber（積分サークル）、130期）

### スポーツ
- 浅岡三郎（元プロ野球選手）
- 柏尾誠一郎（元テニス選手、1920年アントワープ五輪出場、22期）
- 菊池徹（南極探検家）
- 津口竜一（元社会人野球選手、実業家、110期）
- 市石巌（野球選手、本校野球部甲子園初優勝時のメンバー、62期）
- 野村徹（早稲田大学野球部元監督、元野球選手、68期）
- 野村良太（登山家、第27回植村直己冒険賞受賞、125期）
- 萩山竜馬（アメリカンフットボール選手、115期）
- 原田隆司（元ラグビーレフリー、98期）
- 廣瀬俊朗（元ラグビー選手、ラグビー日本代表主将、112期）

### その他
- 梯郁太郎（エース電子工業、ローランド創業者、中退）
- SoCo（ラジオパーソナリティー、中退）
- 中山茂（神奈川大学名誉教授、科学史、転校）